# Камшичести
Камшичестите са едноклетъчни същинскоядрени организми, които имат постоянна форма на тялото си и се движат с камшичета.
Типът Камшичести се разделя на две групи – растителни камшичести и животински камшичести.

## Характерни белези на камшичестите
- Притежават двигателни органели камшичета, броят на които варира от 1 – 2 до 14 000.
- Клетъчното тяло има силно изменчива или постоянна форма в зависимост от плътността на цитоплазмената мембрана или наличието на външен скелет.

## Основни жизнени процеси
Камшичестите се хранят самостойно или несамостойно. Някои видове при различни условия се хранят по единия или по другия начин. В зависимост от храненето им камшичестите едноклетъчни са обединени в две големи групи – растителни камшичести и животински камшичести. Те се размножават предимно безполово чрез делене, а в редки случаи – и полово.

## Растителни камшичести
Включват единични и колониални видове, които имат 1 – 2, рядко 4 камшичета. Те притежават хроматофори – органели, в които се намира зеленото багрило хлорофил. Чрез тях растителните камшичести фотосинтезират и се хранят като растенията.

### Зелена еуглена
Зелената еуглена живее в малки сладководни водоеми, богати на хранителни вещества. Тялото ѝ има вретеновидна форма и е покрито с еластична цитоплазмена мембрана. Еуглената се движи бързо, като се върти около надлъжната си ос и значително променя формата си. Зелената еуглена има смесено хранене. На светло тя се храни като растенията – самостойно. Това е възможно поради големия брой хроматофори, чрез които се извършва фотосинтеза. Поставена на тъмно, еуглената губи хлорофила си и се храни като животните – несамостойно. Тогава тя поема намиращите се във водата готови органични вещества. В предния край на клетката се намира червено-кафяво очно петно, което служи за ориентиране по посока на светлината. Зелената еуглена се размножава безполово чрез надлъжно делене на две равни части. При неблагоприятни условия еуглената престава да се движи и образува циста, като загубва камшичето, закръгля се и се обвива в плътна обвивка.

### Ноктилука
Ноктилуката е камшичесто, което живее в морета и океани. В Черно море се появява в огромни количества на повърхността на водата в края на лятото. Ноктилука значи „светеща в нощта“. Едноклетъчното е получило името си, защото понякога в летни нощи огромният брой ноктилуки предизвикват фосфоресциране на водата. Светенето на ноктилуките се дължи на множеството мастни капчици, които се съдържат в цитоплазмата им. При механично дразнене на ноктилуките от морските вълни и при химично дразнене от някои соли мастните капчици се окисляват и започват да светят. Ноктилуките се хранят с едноклетъчни растения и животни.

## Животински камшичести
Включват свободно живеещи и паразитни видове с едно или с много камшичета. Хлоропласти липсват и храненето е несамостойно. В много страни, най-вече в тропиците, стотици хиляди хора страдат от болести, причинени от паразитни камшичести.

### Трихомонаси
Трихомонасите са камшичести едноклетъчни с овално или крушовидно тяло. Те са покрити с тънка мембрана и могат да променят формата си. Различните видове паразитират в безгръбначни и гръбначни животни, а също и в човека.

#### Трихомонас вагиналис
Трихомонас вагиналис е паразит в половата система на мъжете и жените и причинява заболяването трихомоноза. В предния край на клетката има вдлъбване – клетъчна уста, през която трихомонасът приема бактерии, червени кръвни клетки и други хранителни частици. Едноклетъчното може да поема хранителни вещества и през цялата си повърхност. В устройството на камшичестите и в начина им на живот се откриват белези на растения и белези на животни. Храненето на растителните камшичести доказва родствената връзка между растенията и животните. Най-вероятно фотосинтезиращите едноклетъчни са дали началото на съвременните едноклетъчни растения, от една страна, и на едноклетъчните животни, от друга.